# Zinedine Zidane
Zinédine »Zizou« Yazid Zidane (arabsko زين الديـن زيـدان), francoski nogometaš, * 23. junij 1972, Marseille, Francija.
Zidane, nogometaš alžirskih korenin, je svojo nogometno pot začel v AS Cannesu. Na mednarodni sceni se je uveljavil v dresu Bordeauxa, s katerim je v sezoni 1995/1996 osvojil Pokal Intertoto in zaigral v finalu Pokala UEFA. Takrat je v tem klubu igral še en član zlate francoske generacije, Bixente Lizarazu. Poleti leta 1996 je za 3 milijone funtov prestopil v italijanskega Juventusa. Tu je osvojil Ligo prvakov, Pokal Intertoto in dva naslova državnih prvakov. 2001. leta je odšel k španskemu Realu Madridu, odškodnina je znašala rekordnih 73 milijonov evrov. Z Realom je osvojil Interkontinentalni pokal, Ligo prvakov, špansko prvenstvo, španski in evropski Superpokal. Najlepši zadetek je dosegel v finalu Lige prvakov, ko je z volejem z roba kazenskega prostora zagotovil zmago svojemu klubu. V klubski karieri je odigral 506 ligaških tekem in dosegel 92 zadetkov. Trikrat (1998, 2000, 2003) je bil izbran za Fifinega nogometaša leta, enkrat (1998) za Evropskega nogometaša leta. Je med najboljšimi 100 igralci vseh časov, ki so omenjeni na seznamu FIFA 100, po mnenju Uefe pa je bil najboljši evropski igralec zadnjih 50-ih let.
V reprezentanci je odigral 108 tekem in dosegel 31 golov. Debitiral je z dvema zadetkoma 17. avgusta 1994 proti Češki. Igral je na svetovnih prvenstvih v letih 1998, 2002 in 2006 ter evropskih 1996, 2000 in 2004. V letih 1998 in 2000 je Francija osvojila naslov prvaka. Kariero je Zidane končal 8. julija 2006 v finalu Svetovnega prvenstva proti Italiji. V 109. minuti je po verbalnem dvoboju z glavo udaril Marca Materazzija in za to dobil rdeči karton.
Januarja 2016 je postal trener nogometnega kluba Real Madrid, ki ga je popeljal do treh zaporednih naslovov v Ligi prvakov in enega v španski ligi, po koncu sezone 2017/18 je odstopil.
Zidane je poročen z bivšo plesalko in manekenko Véronique, z njo ima štiri sinove: Enza, Luca, Théa in Elyaza.